# Penta West

Penta West на мапі Австрії

Penta West — газогін на північному заході Австрії, що прямує від Оберкаппель (де WAG переходить у MEGAL) до Ібераккерн.
Починаючи з 1980 року радянський газ прямував до західного кордону Австрії через Західноавстрійський газопровід (WAG) та далі передавався у систему MEGAL, що транспортувала його через північну Баварію. Коли у середині 1990-х років у Німеччині збудували відгалуження від MEGAL, який забезпечував поставки до південної частини цієї федеральної землі (газопровід Брайтбрунн — Анвалтінг — Шнайтзе), було вирішено підсилити цю схему шляхом її прямого з'єднання із газотранспортною системою Австрії. Для цього від Оберкаппель (де WAG переходить у MEGAL) у 1999 році проклали трубопровід Penta West по австрійській території у південно-західному напрямку уздовж кордону. Він прямував до Ібераккерн, де влаштували ще одне транскордонне з'єднання, через яке газ міг передаватись у напрямку Бургхаузен. Діаметр труби Penta West складає 700 мм, довжина 95 км.
У 2009 році було вирішено модернізувати компресорну станцію Нойстіфт, що давало змогу збільшити потужність газопроводу вдвічі. Крім того, починаючи з 2011 року Penta West може працювати в обох напрямках.